# Строев, Владимир Андреевич
Владимир Андреевич Строев (род. 22 августа 1937 года) — специалист в области электроэнергетики. Доктор технических наук, профессор, заведующий кафедрой электроэнергетических систем Московского энергетического института. Заслуженный деятель науки РФ, академик АЭН. Бывший главный редактор журнала «Электричество».

## Биография
Владимир Андреевич Строев родился 22 августа 1937 года. Учился в институте, аспирантуре. В 1969 году защитил кандидатскую диссертацию, связанную с методикой синтеза структур регулирования электроэнергетических систем. Владеет английским языком, в 1973 году читал лекции в Сиднейском университете и в университете Нового Южного Уэльса.
В 1988 году защитил докторскую диссертацию, посвящённую вопросам статической устойчивости электроэнергетических систем. Имеет учёную степень доктора технических наук, профессор кафедры электроэнергетических систем МЭИ.
Под его руководством в разное время было подготовлено и защищено одна докторская и 28 кандидатских диссертаций (Миловановой К. А. «Интеграция ветровой генерации в работу энергосистемы» и др.). С 1988 года В А. Строев руководил кафедрой электроэнергетических систем Московского энергетического института (МЭИ). В МЭИ он читал лекции по дисциплинам «Математическое моделирование элементов ЭЭС», «Электромеханические переходные процессы в ЭЭС», «Применение ЭВМ в расчетах режимов электроэнергетических систем», «Управление переходными режимами ЭЭС».
В А. Строев имеет четыре авторских свидетельства, является автором около 250 научных и учебно-методических работ, включая 15 учебных пособий.
Возглавлял Научно-методический совет института по специальности «Электроэнергетические системы и сети», занимался разработкой государственных образовательных стандартов и учебных планов.
В 1996 году стал главным редактором журнала «Электричество» (в настоящее время — председатель секции электроэнергетики), является членом редколлегий журнала «Вестник МЭИ» и международного журнала «Электроэнергетические системы».

## Награды и звания
- Заслуженный деятель науки и техники РФ.
- Лауреат премии Правительства РФ за заслуги в области науки и техники, а также в области образования.

## Труды
- Методы математической оптимизации в задачах систем электроснабжения : Учеб. пособие по курсу «Мат. задачи электроэнергетики» / В. А. Строев, И. С. Рокотян; Под ред. В. Г. Жуковской; Моск. энерг. ин-т. — М. : Изд-во МЭИ, 1993.
- Разработка учебно-методического комплекса для изучения режимов и устойчивости сложных энергосистем. / Строев В. А., Шелухина Т. И., Шульженко С. В. // Электричество. — 2007. — N 9.
- Модели для исследования переходных процессов в сложной регулируемой ЭЭС / Строев В. А., Голов П. В. // Известия Российской академии наук. Энергетика. — 2010. — N 6. — С. 66-74.